# سینما سعدی (شیراز)

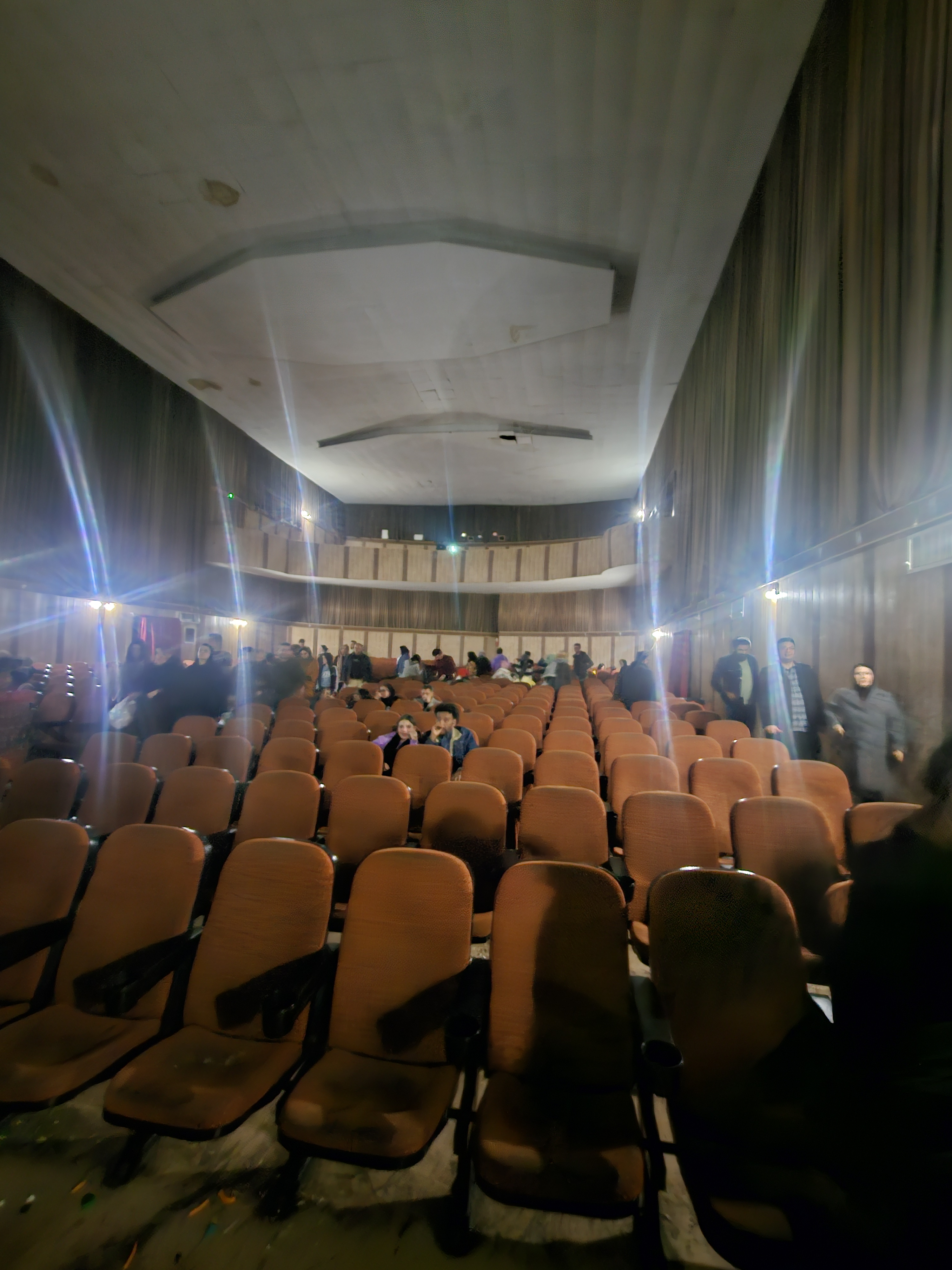
داخل سینما سعدی

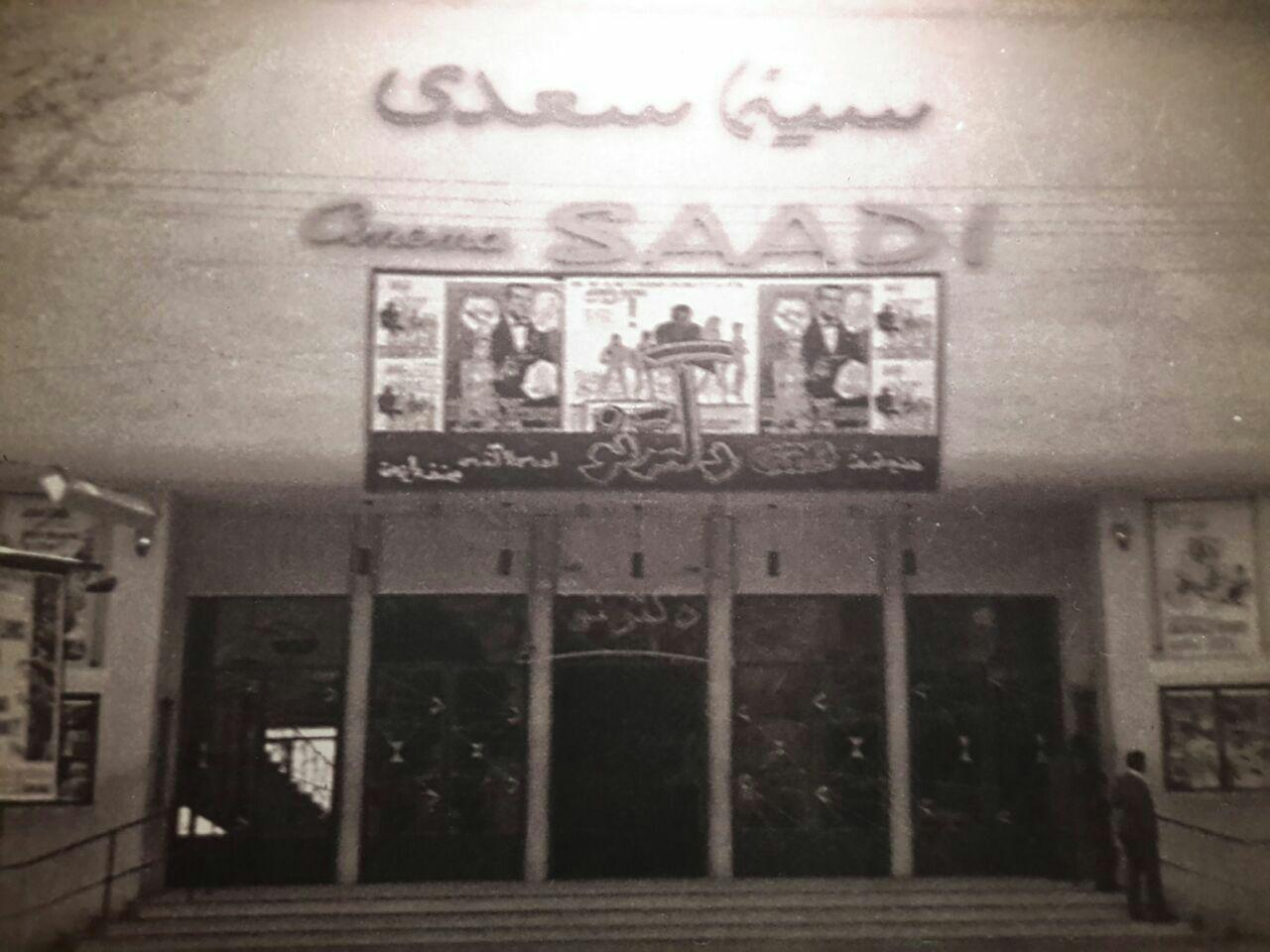

سینما سعدی واقع در خیابان قصردشت به عنوان یکی از لوکسترین سینماهای خاورمیانه؛ توسط علی اکبر یاسایی در سال ۱۳۳۹ تأسیس شد و شروع به کار کرد. سینما سعدی از نظر کیفی در درجه یک می‌باشد.

گنجایش این سینما ۹۵۱ نفر است سینما سعدی همچنین دارای سینمای تابستانه می‌باشد، که البته سال هاست بدون استفاده‌است.

## تاریخچه
در دی ماه ۱۳۳۹ سینما «سعدی» با فیلم «پمپی در آتش» آغاز به کار کرد، این سینما تا سالیان سال به دلیل دور بودن از مرکز شهر در آن زمان فقط شب‌ها اقدام به نمایش فیلم می‌کرد و فقط در آن سال‌ها فیلم «۱۰ فرمان» ساخته «سیسیل ب دومیل» مورد استقبال مردم قرار گرفت.
این سینما در سال ۱۳۵۰ بازسازی شد و بعدها مبادرت به نمایش فیلم‌های فارسی کرد و هم‌اکنون هم به همان سبک قدیم فعالیت دارد.